# Biblioteca Națională a Rusiei
Biblioteca Națională a Rusiei (în rusă Российская национальная библиотека), cunoscută ca Biblioteca Publică Imperială între 1795 și 1917; Biblioteca Publică Rusă între 1917–1925; Biblioteca Publică de Stat între 1925 și 1992, este cea mai veche bibliotecă publică din Rusia și are statut de bibliotecă națională.